# 徐世章旧居
徐世章旧居是原北洋政府总统徐世昌之弟、原北洋政府交通部次长、原交通银行副总裁、全国铁路督办和交通银行副总裁、中国国际运输局局长、原币制局局长、原耀华中学董事、工商学院董事长、东亚毛纺公司董事长徐世章在天津的旧居，始建于1921年，坐落于当时的天津英租界的香港道（Hong Kong Road）（今和平区睦南道126号），目前是天津市文物保护单位和重点保护等级历史风貌建筑,并作为天津五大道近代建筑群的重要组成部分，被中华人民共和国国务院批准为全国重点文物保护单位。

## 建筑风格

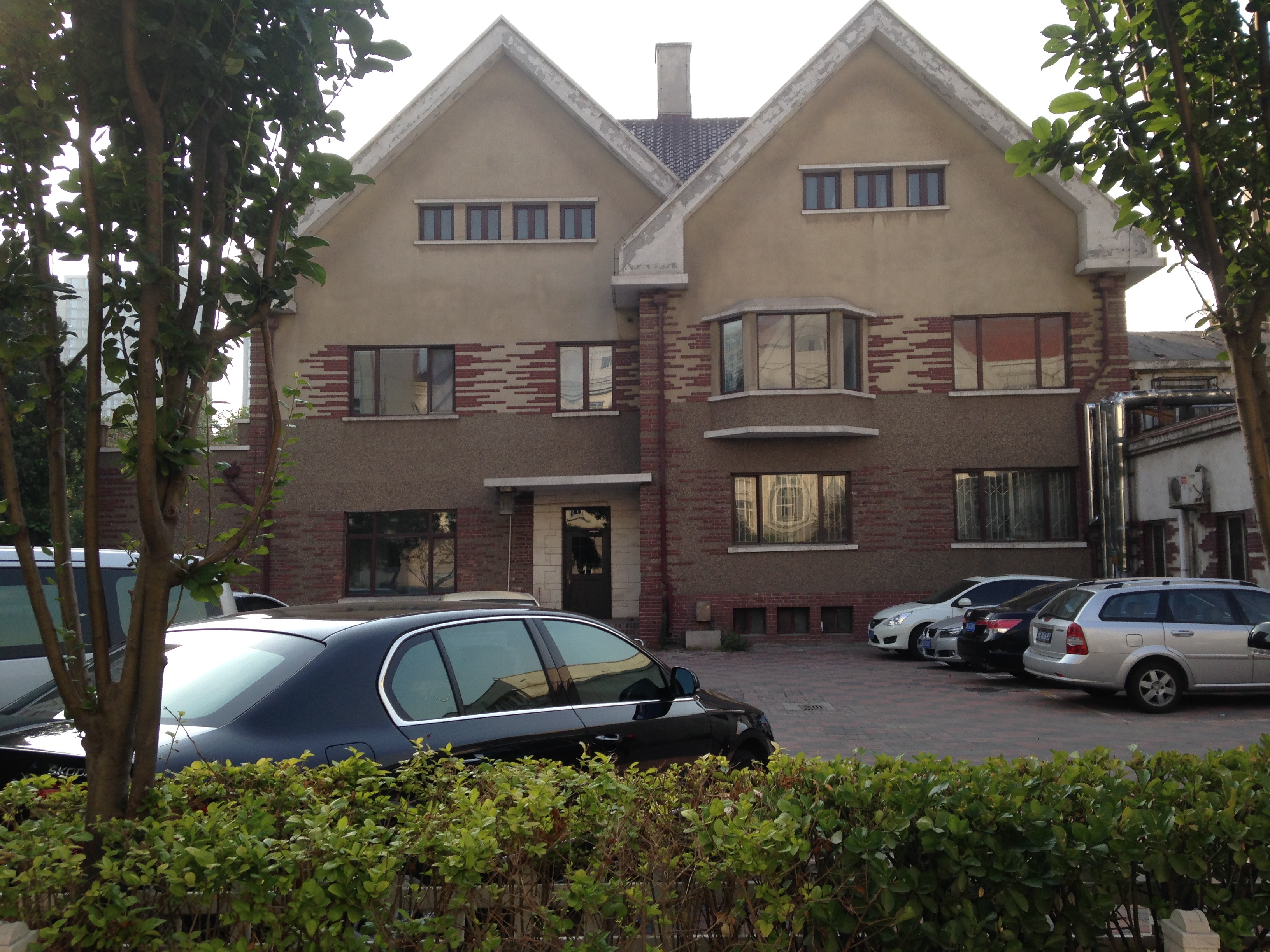

徐世章旧居北临大理道，东抵昆明路，南临睦南道，西沿西康路。建筑面积为1295平方米，是一座三层砖木混合结构摩登式建筑。建筑内部设有书房、舞厅、客厅和餐厅等。建筑四周原设有庭院式花园内设假山和小亭，四周设有透景式花墙。